# Giudecca von Catania
Die Giudecca von Catania ist das jüdische Viertel in der sizilianischen Stadt Catania,
das schon seit dem 4. Jahrhundert erwähnt wird und über bedeutende Gebäude verfügt hat:

## Jüdisches Viertel Catanias
- Giudecca di sopra (Oberstadt) und  Giudecca di sotto (Unterstadt)
- Sinagoga principale (Hauptsynagoge)
- Sinagoga minore (Betraum im ospedale degli ebrei jüdisches Krankenhaus)
- Cimitero ebraico (Judenfriedhof)

## Geschichte
Die jüdische Gemeinde Catanias (seit dem 4. Jahrhundert) wird 1145 mit 25 Familien erwähnt und stieg nach der Vertreibung der Juden aus Spanien 1492 auf 68 an. Innerhalb der Stadtmauern befand sich ihr Viertel im Nordwesten der Stadt Catanias und vergrößerte sich im 14. Jahrhundert in Richtung Süd-Ost, um so die Verbindung auch zum Hafenviertel zu erreichen. Entlang des  corso dell´ Amenano oder der Porta Judicello in Catania gab es Quellwasser, das für das Reinigungsbad unentbehrlich war. 
Das jüdische Viertel in Catania war in eine Judeca suprana (Oberstadt) und eine Judeca suttana (Unterstadt) unterteilt, die Gemeinde erwarb dabei mit der Zeit eine meskita (Bet knesset), ein Krankenhaus, einen Metzger und einen Friedhof außerhalb der Stadtmauern. Um diesen Friedhof zu erreichen, muss man durch die Porta della Judeca gehen.